# Західний Пунанай
Грама Ніладхарі Західний Пунанай (№ 210B) — Грама Ніладхарі підрозділу ОС Південний Коралай-Патту, округ Баттікалоа, Східна провінція, Шрі-Ланка.

## Демографія
| Населення (2007) | Населення (2007) | Населення (2007) | Населення (2007) | Населення (2007) |
| Населення        | Чоловіки         | Жінки            | Діти             | Дорослі          |
| ---------------- | ---------------- | ---------------- | ---------------- | ---------------- |
| 203              | 106              | 97               | 88               | 115              |